# Duiker (persoon)

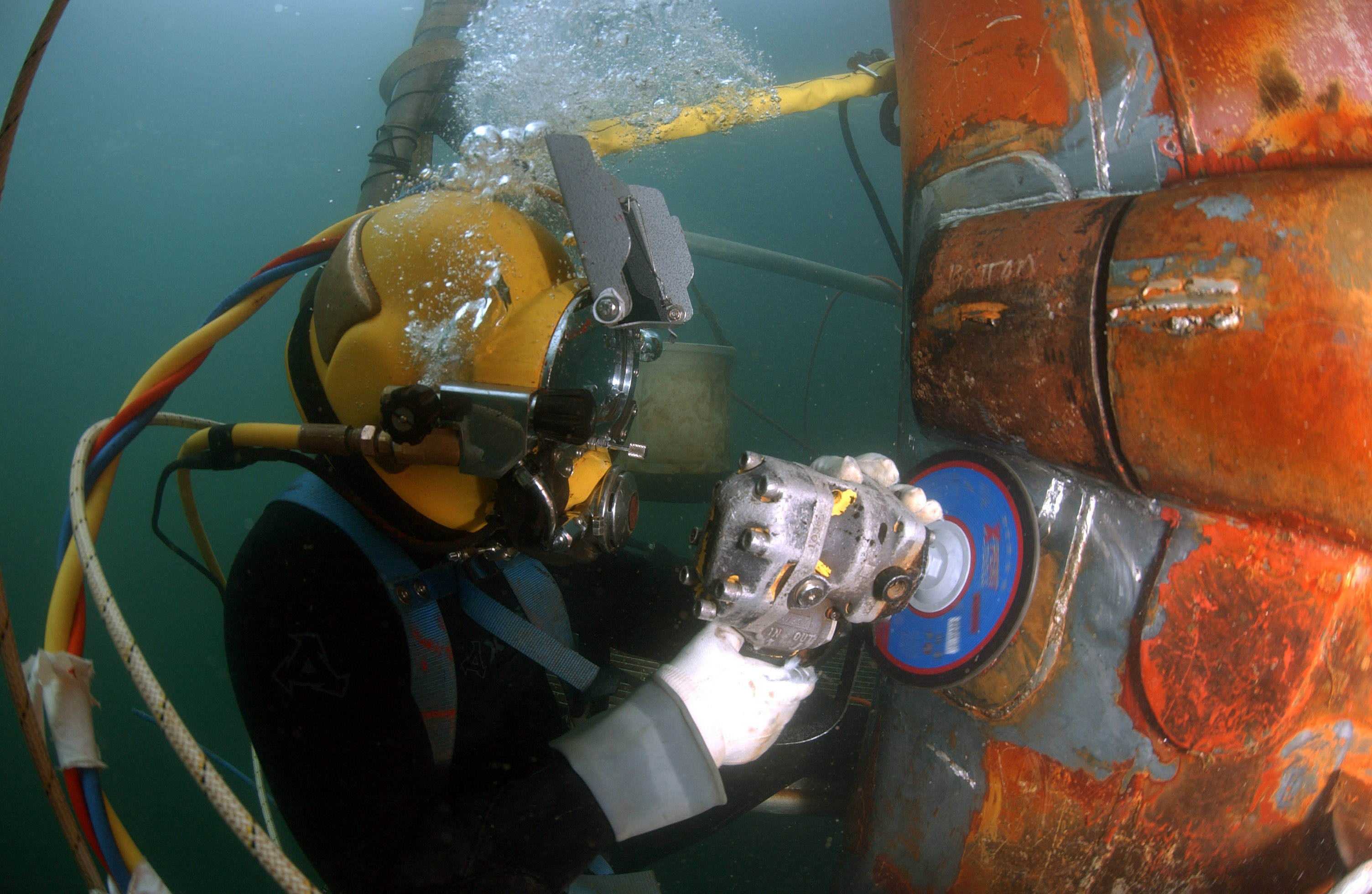
Een duiker die bezig is met onderhoud aan een scheepsromp

Een duiker is iemand die professioneel of recreatief (duiksport) onder water verblijft, voorzien van ademlucht via bijvoorbeeld een persluchtsysteem of door middel van een life-line, verbonden aan apparatuur aan dek van een schip.
Een enigszins uit de tijd geraakte term voor duiker is kikvorsman. De term kwam na de Tweede Wereldoorlog in gebruik voor duikers in strakke rubber duikpakken met zwemvliezen, waarmee ze er inderdaad enigszins als kikkers uitzagen, in tegenstelling tot de tot dan toe gebruikelijke duikers die een opgepompt droogpak met een zware koperen helm droegen en voor hun lucht met slangen verbonden waren met een pomp boven water.
Een duiker kan diverse werkzaamheden onder water uitvoeren, zoals:
- assisteren bij bergingen van gezonken schepen
- inspecties aan constructies
- onderzoek aan de onderwaternatuur
- reparaties onder water

## Uitrusting
Teneinde een duiker zijn werkzaamheden veilig te laten uitvoeren is een goede uitrusting noodzakelijk.

### Kleding

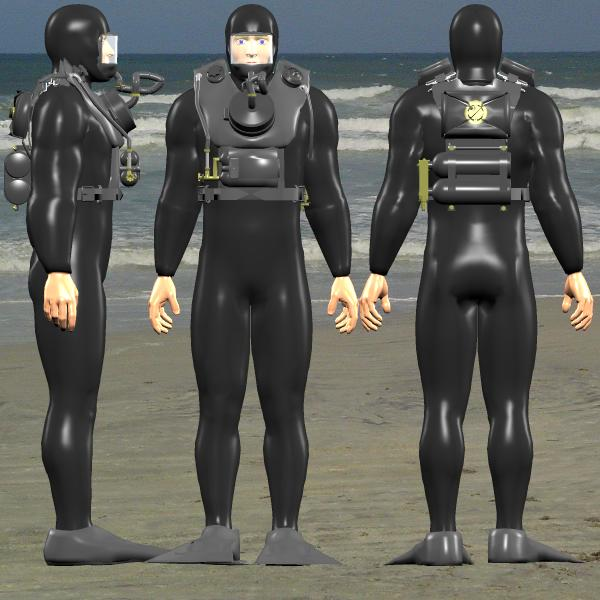
Duikpak met rebreather

- volgelaatsmasker
- duikpak
- handschoenen

### Hulpmiddelen
- dieptemeter
- duikbril
- SCUBAset met perslucht
- rebreather
- loodgordel

### Onderwatergereedschap
Het gewone handgereedschap kan gebruikt worden. Omdat water en elektriciteit slecht samengaan werkt veel ander gereedschap op oliedruk. Zo zijn er speciale boormachines, die door oliedruk worden aangedreven. Ook voor onderwaterlassen bestaat speciale apparatuur (elektrisch). Duikers gebruiken ook wel harpoenen of harpoengeweren als ze werken in een omgeving waar gevaarlijke vissen actief zijn, zoals haaien.